# Tetraamelie

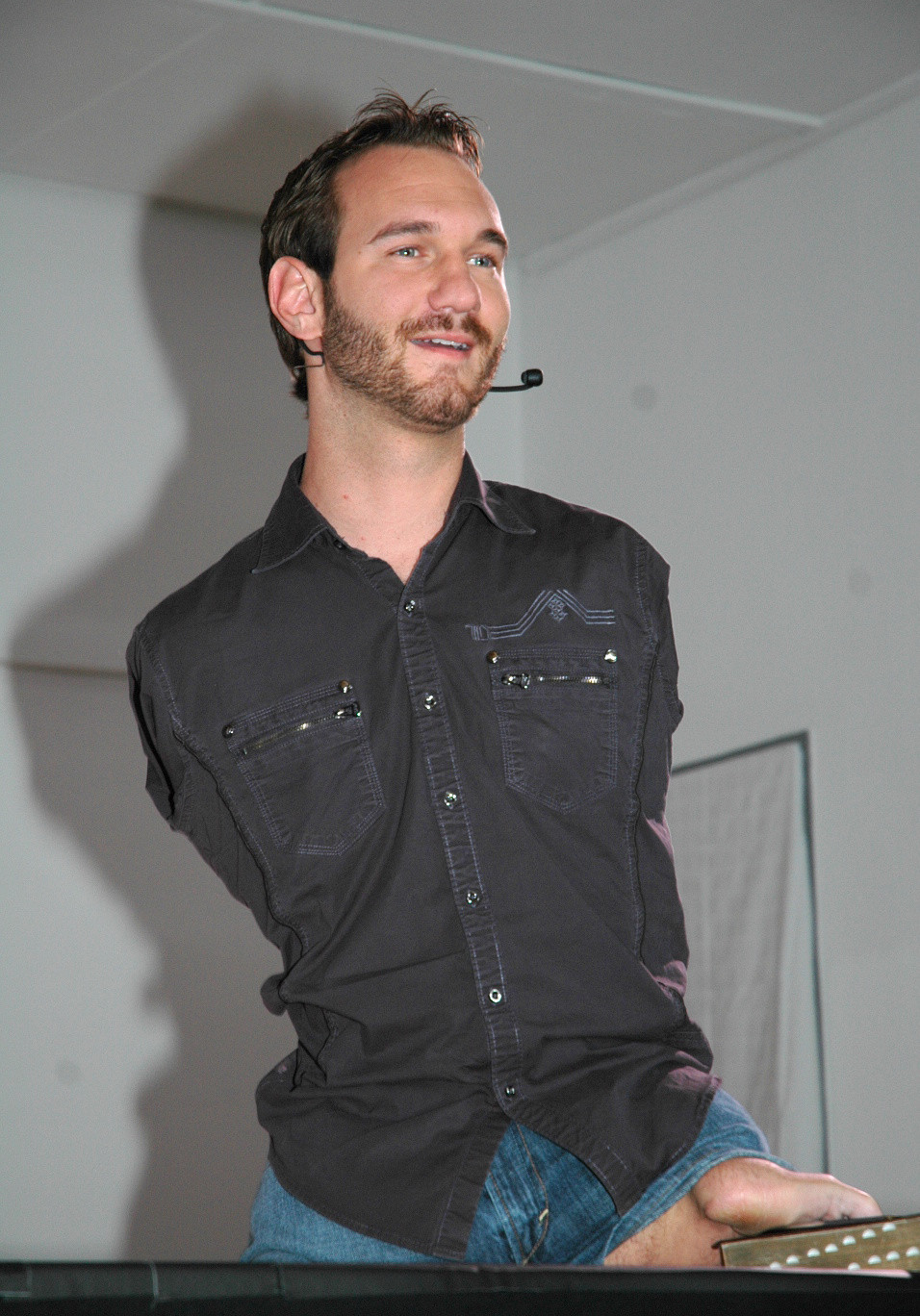
Der Prediger Nick Vujicic hat keine Gliedmaßen bis auf einen Fuß- und Zehenrest am linken Oberschenkelansatz

Tetraamelie (von griechisch tetra ‚vier‘ – ‚ohne Gliedmaßen‘) bezeichnet eine sehr seltene Fehlbildung (Amelie) der vier Gliedmaßen. Ursache ist ein autosomal-rezessiv vererbter genetischer Defekt.

## Pathologie
Eine Tetraamelie tritt häufig gemeinsam mit anderen schwerwiegenden Missbildungen an verschiedenen Stellen des Körpers, einschließlich des Kopfes, des Herzens, des Nervensystems, des Skeletts und der Genitalien auf.
In vielen Fällen sind die Lungen nicht voll ausgebildet, was das Atmen für die Betroffenen schwierig bis unmöglich macht.
Da betroffene Kinder an derart ernsten gesundheitlichen Problemen leiden, kommen viele als Totgeburten zur Welt oder sterben kurz nach der Geburt.

## Molekularbiologie
Ursache für eine Tetraamelie ist ein durch Mutation hervorgerufener Defekt auf dem WNT3-Gen. Dieses Gen ist Teil der Gruppe von WNT-Genen, die eine entscheidende Rolle in der pränatalen Entwicklung spielen. Das WNT3-Gen befindet sich beim Menschen auf Chromosom 17 Genlocus q21. Dieser Defekt wird autosomal-rezessiv vererbt. Die Eltern von Kindern mit Tetraamelie tragen jeweils ein mutiertes Gen in sich, zeigen aber keine phänotypische Ausprägung dessen.

## Epidemiologie
Das Protein, das von WNT3 produziert wird, ist an der Ausbildung der Gliedmaßen und anderer Körperstrukturen während der embryonalen Entwicklung beteiligt.
Mutationen im WNT3-Gen verhindern die Produktion von funktionstüchtigem WNT3 in den Zellen, was die normale Ausbildung der Gliedmaßen stört und zu anderen ernsthaften Geburtsdefekten führt, die mit der Tetraamelie verbunden sind.

## Abgrenzung
Während Tetraamelie ein eigenständiges Syndrom ist, handelt es sich bei der Tetraphokomelie um eine phänotypische Ausprägung bei verschiedenen Syndromen, wie beispielsweise dem Roberts-Syndrom.